# Campionati del mondo di ciclismo su strada 2004 - Gara in linea maschile Junior
La gara in linea maschile Junior dei Campionati del mondo di ciclismo su strada 2004 si è svolta il 2 ottobre 2004 con partenza ed arrivo a Verona, in Italia, su un circuito di 14,75 km da ripetere 9 volte per un totale di 132,75 km. La medaglia d'oro è stata vinta dal ceco Roman Kreuziger con il tempo di 3h25'39" alla media di 38,731 km/h, argento al tunisino Rafaâ Chtioui e a completare il podio lo sloveno Simon Špilak.
Partenza con 176 ciclisti, dei quali 122 completarono la gara.

## Squadre e corridori partecipanti
| N.      | Cod. | Squadra         |
| ------- | ---- | --------------- |
| 1-5     | NLD  | Paesi Bassi     |
| 6-10    | DEN  | Danimarca       |
| 11-14   | CZE  | Repubblica Ceca |
| 15-19   | ESP  | Spagna          |
| 20-23   | SWE  | Svezia          |
| 24-28   | BEL  | Belgio          |
| 29-33   | SVN  | Slovenia        |
| 34-38   | FRA  | Francia         |
| 39-43   | ITA  | Italia          |
| 44-48   | RUS  | Russia          |
| 49      | TUN  | Tunisia         |
| 53-54   | GER  | Germania        |
| 55-56   | COL  | Colombia        |
| 57-61   | SUI  | Svizzera        |
| 62-66   | SVK  | Slovacchia      |
| 67-71   | POL  | Polonia         |
| 72-75   | AUS  | Australia       |
| 76-79   | GBR  | Regno Unito     |
| 80-84   | USA  | Stati Uniti     |
| 85-89   | LUX  | Lussemburgo     |
| 90-94   | LAT  | Lettonia        |
| 95-99   | NZL  | Nuova Zelanda   |
| 100-104 | UKR  | Ukraina         |
| 105-109 | AUT  | Austria         |
| 110-114 | PRT  | Portogallo      |

| N.      | Cod. | Squadra             |
| ------- | ---- | ------------------- |
| 115-118 | CAN  | Canada              |
| 119-122 | KAZ  | Kazakistan          |
| 123-124 | JPN  | Giappone            |
| 125-128 | HUN  | Ungheria            |
| 129-132 | MDA  | Moldavia            |
| 133-136 | LTU  | Lituania            |
| 137-139 | BUL  | Bulgaria            |
| 140-143 | RSA  | Sud Africa          |
| 144-147 | CRO  | Croazia             |
| 148-149 | NOR  | Norvegia            |
| 150-152 | EST  | Estonia             |
| 153-154 | MLT  | Malta               |
| 155     | ISR  | Israele             |
| 156-158 | BLR  | Bielorussia         |
| 159-160 | GEO  | Georgia             |
| 161-162 | GRE  | Grecia              |
| 163-165 | IRL  | Irlanda             |
| 166     | MEX  | Messico             |
| 167     | MAR  | Marocco             |
| 168-169 | ROM  | Romania             |
| 170-172 | SMR  | San Marino          |
| 173-174 | SCG  | Serbia e Montenegro |
| 175     | UZB  | Uzbekistan          |
| 176     | AUT  | Austria             |

## Ordine d'arrivo (Top 10)
| Pos. | Corridore       | Squadra     | Tempo    |
| ---- | --------------- | ----------- | -------- |
| 1    | Roman Kreuziger | Rep. Ceca   | 3h25'39" |
| 2    | Rafaâ Chtioui   | Tunisia     | s.t.     |
| 3    | Simon Špilak    | Slovenia    | a 6"     |
| 4    | Eros Capecchi   | Italia      | s.t.     |
| 5    | Pieter Jacobs   | Belgio      | s.t.     |
| 6    | Robert Gesink   | Paesi Bassi | s.t.     |
| 7    | Ben Hermans     | Belgio      | s.t.     |
| 8    | Alexandre Binet | Francia     | a 32"    |
| 9    | Ivan Rovnyj     | Russia      | s.t.     |
| 10   | Cyril Gautier   | Francia     | s.t.     |